# Пам'ятник Тарасові Шевченку (Донецьк)
Пам'ятник Тарасу Григоровичу Шевченкові в Донецьку — пам'ятник українському поетові, письменнику і художнику Т. Г. Шевченкові в місті Донецьку (Україна).

## Загальна інформація
Пам'ятник розташований у Ворошиловському районі міста Донецька на розі бульвара Шевченка і вулиці Артема. Він є композиційним осередком площі, утворюваної будівлею донецької обласної бібліотеки ім. Н. К. Крупської, будинком донецької облдержадміністрації і житловою забудовою. Пам'ятник також має функцію містоформування — саме від нього починається широтна вісь і магістраль міста — бульвар Шевченка.
Споруджений у 1955 році за проектом архітектора В. О. Шарапенка. Скульптори — М. К. Вронський та О. П. Олійник.

## Опис
Пам'ятник являє собою фігуру поета у повний зріст, виконану з бронзи.
Скульптура стоїть на круглому постаменті з червоного полірованого граніту. На постаменті є фриз, на якому зображені герої творів Тараса Шевченка. У центрі фризу міститься зображення самого Шевченка, який читає свої вірші М. Г. Чернишевському і М. О. Добролюбову, що, за задумом авторів, мало означати взаємопов'язаність і обопільні впливи української та російської літератур.

## Історія монумента
Пам'ятник було виготовлено згідно з постановою Ради Міністрів УРСР від 25 грудня 1953 року і встановлено 8 вересня 1955 року.
Скульптуру було виготовлено у Києві, а тоді вже звідти доправлено до Донецька.
Пам'ятник створено в традиціях радянського монументального мистецтва 1950-х років (саме за монументальністю він схожий на пам'ятник Тарасу Шевченку в Харкові).
Пам'ятник Тарасові Шевченку було встановлено на бульварі Пушкіна. В зв'язку з цим постановою міської влади, винесеною 13 липня 1955 року, було вирішено перейменувати бульвар Пушкіна на бульвар Шевченка та навпаки, бульвар, який носив ім'я Шевченка, був перейменований на бульвар Пушкіна.
Пам'ятник Шевченку в Донецьку неодноразово зображався на поштових конвертах СРСР — у 1964, 1977, 1980 і 1982 роках.
Пам'ятник кілька разів зазнавав актів вандалізму. У жовтні 1990 року було порушено металеву обечайку на постаменті пам'ятника та розтрощено одну з плит обрамлення сходинок. Громадськість міста через Донецьке обласне товариство української мови імені Т. Г. Шевченка звернулася тоді до владних органів з клопотанням про вжиття необхідних заходів. Оперативно було виконано необхідні ремонтні роботи. Проти ночі 20 червня 2005 року невідомі вандали написали на постаменті пам'ятника білою фарбою російською: «Я за російську мову» (рос. «Я за русский язык»).